# Jarluty Duże
Jarluty Duże es un pueblo de Polonia, en Mazovia.  Se encuentra en el distrito (Gmina) de Regimin, perteneciente al condado (Powiat) de Ciechanów. Se encuentra aproximadamente a 6 km al norte de Regimin, 15 km al noroeste de Ciechanów, y a 91 km  al norte de Varsovia. 
Entre 1975 y 1998 perteneció al voivodato de Ciechanów.